# Aérospatiale Super Frelon
Aérospatiale SA 321 Super Frelon, (Super Sršen) je trimotorni težki transportni helikopter francoskega podjetja Aérospatiale. Helikopter je še vedno v uporabi na Kitajskem, kjer so ga tudi licenćno izdelovali kot Z-8.
SA-3210 Super Frelon so razvili pri Sud-Aviation na bazi  SE-3200 Frelon. Sikorsky je dizajniral nov šestkraki glavni rotor in petkraki repni rotor. Fiat je zansoval transmisijo. Prvi let je bil 7. decembra 1962. Modificirani protorip je 23. julija 1963 podrl FAI rekord s 217,7 milj na uro, ta rekord so prekosili novejši helikopterji.
Zgradili so vojaške in civilne verzije Super Frelona, večinoma izdelanih helikopterjev je bila vojaških, ki so jih izvozili v Izrael, Južno Afriko, Libijo, Kitajsko in Irak. Na voljo so bile tri vojaške različice: transportna, protipodmorniška in protiladijska. Transportna lahko prevaža 38 opremljenih vojakov ali 15 nosil. Mornarske različice so imel iskalni radar (ORB-42), velikokrat so imele 20 mm top, ECM, opremo za nočno in IR gledanje in opremo za prečrpavanje goriva v zraku.

## Tehnične specifikacije (Naval Super Frelon
- Posadka: 5
- Kapaciteta: 27-38 potnikov ali 15 nosil
- Dolžina: 23,03 m (75 ft 6⅝ in)
- Premer rotorja: 18,90 m (62 ft 0 in)
- Višina: 6,66 m (21 ft 10¼ in)
- Površina rotorja: 280,6 m² (3 019 ft²)
- Prazna teža: 6 863 kg (15 130 lb)
- Maks. vzletna teža: 13 000 kg (28 660 lb)
- Motorji: 3 × Turboméca Turmo IIIC turbogredni, 1 171 kW (1 570 KM) vsak

- Neprekoračljiva hitrost: 275 km/h (148 vozlov (170 mph))
- Maks. hitrost: 249 km/h (135 vozlov (155 mph))
- Dolet: 1 020 km (549 nmi (632 mi))
- Višina leta (servisna): 3 150 m (10 325 ft)
- Hitrost vzpenjanja: 6,7 m/s (1 312 ft/min)
- Avtonomija: 4 ure